# 레이트릭스
레이트릭스(Raytrix)는 독일에 있는 라이트 필드 카메라 회사이다. 라이트로와 달리 전문적인 카메라를 제작한다.
크리스티안 퍼와스, 레나르트 비츠케가 설립한 독일 회사로 상업용 플렌옵틱 카메라를 최초로 제작 및 판매한 회사이다. R5 카메라는 1메가픽셀 해상도의 이미지를 생성하는 반면, R11은 3메가픽셀 이미지를 생성한다. 처음에는 소비자 시장을 겨냥한 라이트로와 달리 레이트릭스 카메라의 주요 시장은 각 픽셀의 깊이 정보가 더 유용할 수 있는 산업 및 과학 응용 분야이다.

## 같이 보기
- 라이트로